# 12 Dywizja Grenadierów Ludowych
12 Dywizja Grenadierów Ludowych (12. Volks-Grenadier-Division) – jedna z niemieckich dywizji grenadierów ludowych. Utworzona w październiku 1944 roku z 12 Dywizji Piechoty. Walczyła pod Akwizgranem w składzie LXXXI Korpusu Armijnego, brała udział w ofensywie w Ardenach w rezerwie 6 Armii Pancernej. Od lutego 1945 roku w składzie LVIII Korpusu Pancernego z Grupy Armii B, operowała na terenie gór Eifel i Zagłębia Ruhry. Skapitulowała w kwietniu 1945 roku w Wuppertalu. 

## Dowódcy dywizji
- generał porucznik Gerhard Engel
- generał major Ernst König

## Skład
- 27 Pułk Fizylierów
- 48 Pułk Grenadierów
- 89 Pułk Grenadierów
- 12 Pułk Artylerii
- I dyon 48 Pułku Artylerii
- 12 Dywizjon Artylerii Przeciwlotniczej Fizylierów
- jednostki dywizyjne